# Lijst van staten in het Heilige Roomse Rijk (E)
Dit is een lijst van staten in het Heilige Roomse Rijk die beginnen met de letter E.
| Naam | Type                                                                                           | Kreits     | Bank | Ontstaan                                                                     | Notities |
| --- | ---------------------------------------------------------------------------------------------- | ---------- | ---- | ---------------------------------------------------------------------------- | --- |
| Eberstein | 1196: Graafschap                                                                               | Swab       |      | 1574: Opgesplitst uit Neu-Eberstein                                          | 1085: Eerste vermelding van Eberstein 1196: Eerste gebruik van de "graven van Eberstein" 1387: Deel van Eberstein gaat naar de markgraven van Baden 1660: Lijn van graven sterft uit; verdeeld tussen Baden-Baden, Spiers en Württemberg |
| Echternach | Abdij                                                                                          |            |      |                                                                              | 698: Stichting van Echternach 859-871: In beheer van de seculiere kanunniken van Trier 1236: Krijgt stadsrechten 1797: Abdij verdwijnt; monniken verspreiden |
| Edelstetten HRR Prins Esterházy van Galántha, prinselijk graaf van Edelstetten, graaf van Forchtenstein                      | Heerlijkheid 1804: HRR Prins-Graafschap                                                        |            |      |                                                                              | 1804: Naar de prinsen Esterházy van Galántha |
| Eggenberg HRR prins van Eggenberg, hertog van Krummau, prinselijk graaf van Gradisca, graaf van Adelsberg, heer van Aquileja | Vorstendom                                                                                     | Aust       | PR   | 1647: Verwerft Gradisca 1653: HRR Raad van Vorsten                           | 1717: Verdwijnt |
| Eglingen | Heerlijkheid                                                                                   | Swab       |      | Naar de graven van Gravenegg 1723: Bij Thurn und Taxis                       | |
| Eglofs (Egloff) | Heerlijkheid Graafschap                                                                        | Swab       |      |                                                                              | Bij Abensberg-Traun Bij Windisch-Gratz |
| Ehrenburg | Heerlijkheid                                                                                   |            |      |                                                                              | |
| Ehrenfels | Heerlijkheid                                                                                   |            |      |                                                                              | 1500: Beierese Kreits |
| Eichstätt Eichstatt Eichstadt                                                                                                | 741: Prinsbisdom 908-1802: Keizerlijk prinsbisdom                                              | Franc      | EC   | 908                                                                          | 1500: Frankische Kreits 1793: Raad van Vorsten 1802: Aangesloten bij Beieren 1803: Aangesloten bij Salzburg |
| Eilenburg | Graafschap                                                                                     |            |      | 976                                                                          | 1017: Aangesloten bij Meißen |
| Einsiedeln | Abdij 965: Prins-Abt 1274: HRR vorstendom                                                      |            |      |                                                                              | 1798: Aangesloten bij de Zwitserse Confederatie |
| Elchingen | 1128: Abdij                                                                                    | Swab       |      |                                                                              | 1128: Abdij gesticht door de graven van Dillingen 1793: Raad van Vorsten 1802: Ontbonden en geseculariseerd 1803: Aangesloten bij Beieren |
| Elbing (Elbląg) | Keizerlijke vrijstad                                                                           |            |      |                                                                              | 1454: Bij Polen |
| Ellwangen | Abdij 1460: Proosdij 1215: Keizerlijke prins-proosdij 1460: "College van seculiere kanunniken" | Swab       |      | 1011                                                                         | 1793: Raad van Vorsten 1803: Geseculariseerd en aangesloten bij Pruisen |
| Elten | Abdij                                                                                          |            |      |                                                                              | |
| Eltz | Heerlijkheid                                                                                   |            |      |                                                                              | |
| Elzas en Bourgondië | Meierij                                                                                        | Kreitsvrij |      | 1212                                                                         | 1793: Raad van Vorsten Meierij van de Duitse Orde |
| Engadin and Winterthur | Heerlijkheid                                                                                   |            |      | 950: Opgesplitst uit Cläven                                                  | 1095: Verdwenen |
| Engelberg | 1124: Proosdij 1128: Abdij                                                                     |            |      | 1124                                                                         | 1425: Lid van de Zwitserse Confederatie 1798: Aangesloten bij de Helvetische Republiek Naar Nidwalden 1815: Bij Obwalden |
| Enzberg | Heerlijkheid                                                                                   |            |      |                                                                              | |
| Eppstein | 1505: HRR Graafschap                                                                           |            |      | 1172                                                                         | c1100: Eppstein bouwt een keizerlijk kasteel 1114: eerste vermelding van Eppstein 13de eeuw: erft 1/2 van het graafschap Wied en de heerlijkheid Kleeberg 14de eeuw: Verwerft 1/2 van de heerlijkheid Breuberg en Trimberg 15de eeuw: Verwerft 1/2 van de heerlijkheid Falkenstein en 1/2 van het graafschap Diez 1425: verkocht Steinheim voor 38.000 gulden aan Mainz 1433: Verdeeld in Eppstein-Königstein (verdwijnt in 1535) en Eppstein-Münzenberg (verdwijnt in 1522) |
| Eppstein-Königstein | Graafschap                                                                                     |            |      | 1391: Opgesplitst uit Eppstein                                               | 1535: Aangesloten bij Stolberg |
| Eppstein-Münzenberg | Graafschap                                                                                     |            |      | 1391: Opgesplitst uit Eppstein                                               | 1522: Aangesloten bij Eppstein-Königstein |
| Erbach HRR Graaf van Erbach, Heer van Breuberg & Wildenstein                                                                 | Heerlijkheid 1532: HRR graafschap                                                              | Franc      |      | 1213                                                                         | 1532: Keizerlijk domein 1717: Verdeling in Erbach-Furstenau, Erbach-Erbach en Erbach-Schonberg 1500: Frankische Kreits 1806: Opgenomen door een andere staat. |
| Erbach-Breuburg | 1532: HRR graafschap                                                                           |            |      | 1647: Opgesplitst uit Erbach                                                 | 1653: Aangesloten bij Erbach-Erbach |
| Erbach-Erbach | 1532: HRR graafschap                                                                           |            |      | 1647: Opgesplitst uit Erbach 1818: Geërfd door de graven van Wartenberg-Roth | |
| Erbach-Fürstenau | 1532: HRR graafschap                                                                           |            |      | 1647: Opgesplitst uit Erbach                                                 | |
| Erbach-Schonberg | 1532: HRR graafschap                                                                           |            |      |                                                                              | 1903: Krijgt de titel van prins |
| Erbach-Wildenstein | 1532: HRR graafschap                                                                           |            |      | 1647: Opgesplitst uit Erbach                                                 | 1669: Aangesloten bij Erbach-Erbach |
| Ermland | 1251: Soeverein HRR vorstendom                                                                 |            |      |                                                                              | 1243: Hochstift 1454: Bij Polen als deel van het koninklijk Pruisen 1466: Direct onder de Poolse kroon 1772: Verdwijnt bij de aansluiting bij Pruisen |
| Essen | c850: Abdij 1661: HRR Prinselijke Abdij                                                        | Low Rhen   |      | 1041                                                                         | 874/947: Keizerlijke status 1228: Overste wordt HRR prinses genoemd 1793: Raad van Vorsten 1802: Aangesloten bij Pruisen 1806: gezamenlijk condominium van Pruisen en Berg 1806 Aangesloten bij Berg 1815: Naar Pruisen |
| Esslingen am Neckar | Keizerlijke stad                                                                               | Swab       | SW   | c1250                                                                        | 1803: Aangesloten bij Württemberg |
| Esterau | Heerlijkheid                                                                                   |            |      |                                                                              | 1643: Naar het graafschap Holzapfel |
| Esterházy von Galántha | Vorstendom                                                                                     | Bav        | PR   |                                                                              | 1804: Kocht Edelstetten van het huis Ligne (Raad van Vorsten) |

A · B · C · D · E · F · G · H · I · J · K · L · M · N · O · P · Q · R · S · T · U · V · W · Z

vrije keizerlijke steden · keizerlijke abdijen